# Josep Baselga

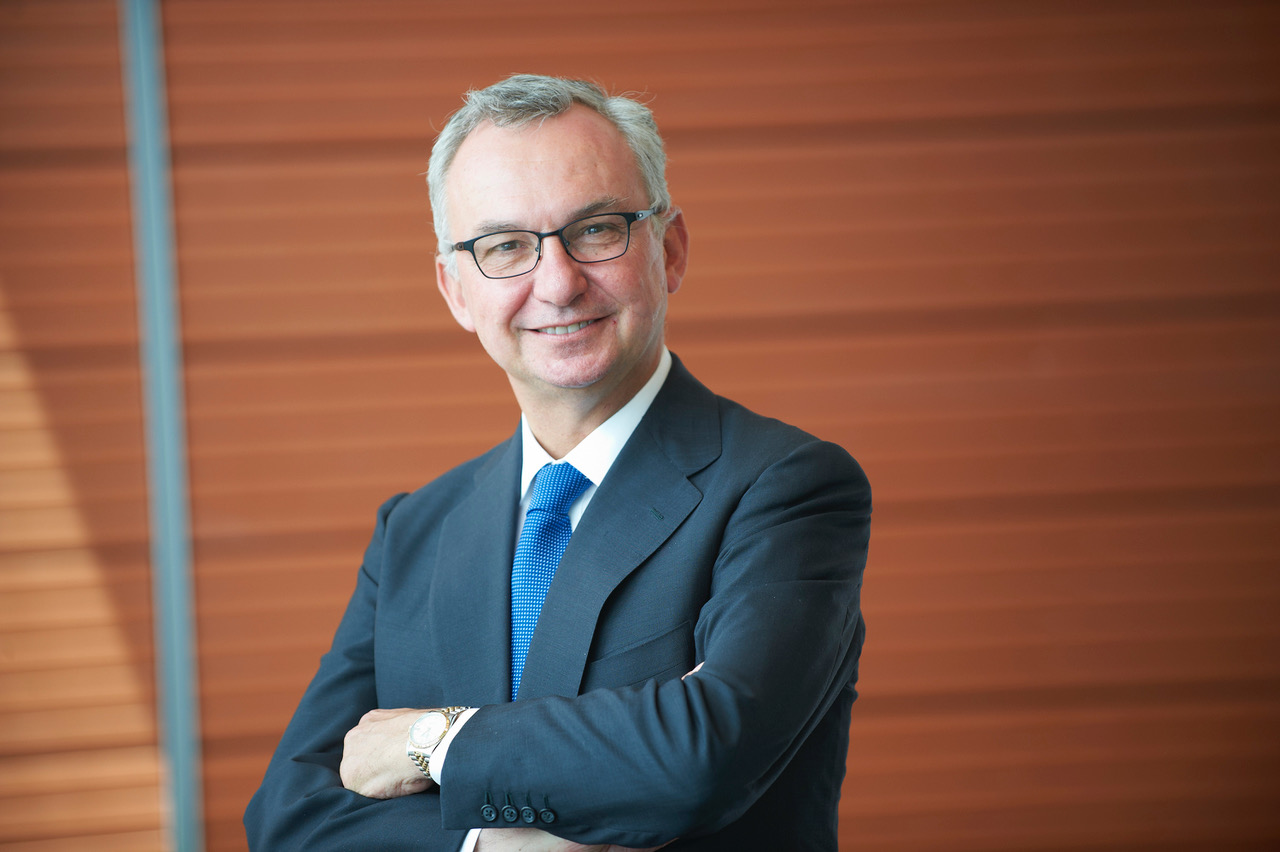
Josep Baselga

Josep Baselga i Torres, im Spanischen als José Baselga bekannt (* 3. Juli 1959; † 21. März 2021), war ein spanischer Onkologe und Forscher, der sich auf die Entwicklung neuer molekularer, zielgerichteter Wirkstoffe konzentrierte, mit besonderem Schwerpunkt auf Brustkrebs. Im Laufe seiner Karriere war er für das Memorial Sloan Kettering Cancer Center, das VHIO Vall d'Hebron Instituto de Oncología CELLEX und das Massachusetts General Hospital in deren hämatologischen und onkologischen Abteilungen tätig. Er leitete die Entwicklung des Brustkrebsmedikaments Herceptin, eines monoklonalen Antikörpers, der auf das HER2-Protein abzielt, das bei aggressivem Brustkrebs eine Rolle spielt.
Er war Chefarzt am Memorial Sloan Kettering Cancer Center und außerdem Präsident der American Association for Cancer Research.

## Ausbildung
Baselga wurde am 3. Juli 1959 in Barcelona geboren. Er erhielt 1982 seinen M.D. und seinen Ph.D. von der Autonomen Universität Barcelona. Er absolvierte ein Stipendium für Onkologie am Memorial Sloan-Kettering Cancer Center in New York und blieb anschließend als Arzt an dem dortigen Brustzentrum.

## Karriere
Baselga begann seine Karriere am Memorial Sloan Kettering Cancer Center, wo er zusammen mit John Mendelsohn die Rolle monoklonaler Antikörper bei der Erforschung von Proteinen im Zusammenhang mit Brust- und Lungenkrebs untersuchte. Anschließend kehrte er nach Spanien zurück, wo er das Vall d'Hebron Institute of Oncology innerhalb des Universitätskrankenhauses Vall d'Hebron in Barcelona gründete. Von 1996 bis 2010 war er der Vorsitzende des Zentrums. Während seiner Zeit dort entwickelte sich das Institut zu einem führenden Zentrum der Krebsforschung, Therapien und klinische Studien im Frühstadium. Nach seiner Rückkehr in die Vereinigten Staaten war er von 2010 bis 2013 Leiter der Abteilungen Hämatologie und Onkologie am Massachusetts General Hospital. Anschließend kehrte er zum Memorial Sloan Kettering Cancer Center zurück und wurde 2013 dessen Chief Medical Officer.
Im Jahr 2012 wurde er zum Chefarzt des Memorial Sloan Kettering Cancer Center ernannt, und 2013 zum Professor für Medizin am Weill Cornell Medical College. Er hatte weitere Führungspositionen inne, unter anderem war er Präsident der American Association for Cancer Research und Herausgeber der medizinischen Zeitschrift Cancer Discovery.
Im Laufe seiner Karriere machte er sich durch die Entwicklung gezielter Krebsbehandlungsmöglichkeiten einen Namen. Insbesondere war er federführend bei der Entwicklung des Brustkrebsmedikaments Herceptin. Die Behandlung basiert auf einem monoklonalen Antikörper, der auf das HER2-Protein abzielt, das bei aggressivem Brustkrebs eine Rolle spielt. Er leitete die klinische Erprobung des Medikaments im Frühstadium und führte zu der Erkenntnis, dass diese zielgerichtete Behandlung zusammen mit einer Chemotherapie das Leben von Patientinnen mit HER2-positivem Brustkrebs verlängern kann. Er war an der klinischen Entwicklung von zielgerichteten Krebsmedikamenten beteiligt, darunter Cetuximab, Pertuzumab, Trastuzumab und Lapatinib. Sein Forschungsschwerpunkt erstreckte sich auch auf die Untersuchung von Arzneimittelresistenzen bei einigen Krebsarten. Er untersuchte auch Medikamente, die auf Tumoren mit PI3K-Mutation abzielen könnten.
2016 wurde er für seine Forschung im Bereich der Onkologie, zusammen mit den spanischen Medizinern Manel Esteller und Joan Massagué, mit dem Premi Internacional Catalunya ausgezeichnet.
Ehrenamtlich war Baselga in der „Stand Up to Cancer“ Initiative (SU2C), einer Wohltätigkeitsinitiative der US-amerikanischen Unterhaltungsindustrie, die mit ihren Spendengeldern innovative Projekte in der Krebsbekämpfung und Entwicklung neuer Medikamente unterstützt, aktiv. Hier war er Leiter des Stand Up To Cancer Dream Teams „Targeting the PI3K Pathway in Women's Cancers“.
Im September 2018 kündigte er im Memorial Sloan Kettering Cancer Center, nachdem die New York Times und die gemeinnützige investigative Journalismus-Organisation ProPublica aufgedeckt hatten, dass er es versäumt hatte, in Publikationen wie The New England Journal of Medicine und The Lancet Zahlungen in Millionenhöhe von Gesundheits- und Arzneimittelherstellern zu melden. Der Vorfall führte dazu, dass das Zentrum eine Überarbeitung seiner Richtlinien zu Interessenkonflikten ankündigte. Die New York Times berichtete außerdem, dass das gemeinnützige Krankenhaus in den Jahren 2018 und 2019 mehr als 1,5 Millionen US-Dollar an Abfindungen an Baselga gezahlt hat. Baselga trat auch aus den Aufsichtsräten des Pharmaunternehmens Bristol Myers Squibb und des Herstellers für Strahlentherapiegeräte Varian Medical Systems zurück. Auch seine Position als Mitherausgeber der Zeitschrift Cancer Discovery gab er auf.
Im Januar 2019 gab AstraZeneca bekannt, dass Baselga als Leiter der Forschung und Entwicklung in der Onkologie verpflichtet wurde. In dieser Position war er bis zu seinem Tode tätig. Während dieser Zeit leitete er die Partnerschaft des Unternehmens mit dem japanischen Pharmaunternehmen Daiichi Sankyo zur Entwicklung von zwei Krebstherapien und baute die Krebsforschungskapazitäten des Unternehmens aus.

## Privatleben
Baselga war mit Silvia Garriga verheiratet. Das Paar hatte vier Kinder und war seit 1990 verheiratet. Er starb am 21. März 2021 an Komplikationen im Zusammenhang mit der Creutzfeldt-Jakob-Krankheit in seinem Haus in Cerdanya, Provinz Girona. Er war 61 Jahre alt.

## Ehrungen post mortem
Während einer Gedenkfeier für José Baselga, be verglich sein Freund und früherer Mitarbeiter Levi Garraway Baselgas Karriere mit der Sagrada Familia, da, die von Antoni Gaudí erbaut wurde: „Wie die Kirche war auch Josés Präsenz überragend, inspirierend und entschieden einzigartig - und doch unvollendet. Die 'Vollendung' muss nun von den Menschen vollbracht werden, die er inspiriert und aufgerüttelt hat.“
Im Gedenken und in Anerkennung der forschenden Tätigkeit Baselgas, hat die Non-Profit-Organisation European Society for Medical Oncology (ESMO) ab dem Jahre 2022 das José Baselga Fellowship for Clinician Scientists, ein mit 200.000 € dotiertes dreijähriges Forschungsstipendium für Onkologen, in Zusammenarbeit mit Baselgas letztem Arbeitgeber AstraZeneca eingerichtet.
Das AstraZeneca-Hauptgebäude auf dem Campus in Gaithersburg, Maryland, wurde im März 2022 zu Ehren seiner Forschungstätigkeit als José Baselga Building am One MedImmune Way eingeweiht.
Der Regisseur Chris Valentino drehte im Jahr 2022 den 60-minütgen Dokumentarfilm José Baselga: Cancer's Fiercest Opponent (deutsch:José Baselga: Der schärfste Widersacher des Krebses), in dem er das Lebenswerk José Baselgas würdigt. Dieser Film wurde von AstraZeneca finanziert und ist im Internet frei abrufbar.
Das von Jose Baselga gegründete Vall d'Hebron Institute of Oncology (VHIO) und AstraZeneca haben in Zusammenarbeit mit der Familie die Absicht, ein neues akademisches Programm mit dem Titel „José Baselga Innovative Disruption (J-BID) Program“ zu schaffen, um das Vermächtnis von Baselga zu ehren und die Kontinuität von Wissenschaft und Forschung in präklinischen Phasen zu gewährleisten.
AstraZeneca hat ein ehemals von José Baselta geleitetes Forschungsprogramms, das jetzt AZ Baselga Cancer Research Scholars Program heißt, umgewidmet. Dieses wettbewerbsfähige, zweijährige Ausbildungs- und Forschungsprogramm bietet jungen Onkologen wertvolle Möglichkeiten, Erfahrungen in der Arzneimittelentwicklung aus erster Hand zu sammeln, mit dem Ziel, die Patientenversorgung zu verbessern.